# Watutulis
Watutulis is een bestuurslaag in het regentschap Sidoarjo van de provincie Oost-Java, Indonesië. Watutulis telt 3750 inwoners (volkstelling 2010).